# Lupinus clarkii
Lupinus clarkii là một loài thực vật có hoa trong họ Đậu. Loài này được Oerst. miêu tả khoa học đầu tiên năm 1854.